# Pyrenochaeta oryzae
Pyrenochaeta oryzae är en svampart som beskrevs av Shirai ex I. Miyake 1910. Pyrenochaeta oryzae ingår i släktet Pyrenochaeta, ordningen Pleosporales, klassen Dothideomycetes, divisionen sporsäcksvampar och riket svampar.   Inga underarter finns listade i Catalogue of Life.